# Horst Ludwig Störmer
Horst Ludwig Störmer (* 6. dubna 1949, Frankfurt nad Mohanem) je německý fyzik žijící v USA, zabývá se magnetismem a nanotechnologiemi, v roce 1998 dostal Nobelovu cenu za fyziku za objevení zlomkového kvantového Hallova jevu.

## Biografie
Horst L. Störmer se narodil ve Frankfurtu nad Mohanem v Německu. Jeho otec byl vyučený, matka učila na základní škole. Po válce si založili obchod s interiérovým zbožím.
Ač nikdo z předků nebyl vysokoškolák, pro rodiče bylo vzdělání jejich dvou synů velmi důležité. Horst začal v deseti letech navštěvovat Goethovo gymnázium, které bylo pro něj velmi obtížné. Byl velmi nadán na matematiku, ale z jazyků málem propadal.
V roce 1968 začal studovat fyziku na Goethově univerzitě, diplomovou práci psal na téma Magnetická anisotropie, která podle jeho slov nebyla nijak zajímavá, napsal ji hlavně, aby se konečně mohl věnovat PhD práci.
V roce 1974 ho navštívil Wolfgang Kottler, bývalý student z Frankfurtu, který právě dokončoval svou doktorandskou práci ve francouzském Grenoblu a nabídl Horstovi, jestli po něm nechce převzít místo. Nejdříve se mu nechtělo opustit rodnou zemi do ciziny, navíc když ani moc neovládal francouzštinu, ale nakonec se rozhodl přijmout a to byl zlom v jeho životě.
V Grenoblu potkal svou ženu, Dominique Parchet, a také mnoho známých vědců, se kterými se díky neformálnosti prostředí mohl setkat ve velmi osobní rovině. Velmi se mu zalíbila nová magnetická laboratoř, magnetismu věnoval i svou doktorskou práci. Prof. Queisser na něj však naléhal, aby dokončil práci co nejrychleji a přestěhoval se do Spojených států. V roce 1977 se nakonec odstěhoval a začal pracovat v Bellových laboratořích, kde se mu velmi dařilo. Tým, ve kterém pracoval, se soustředil na kvantový Hallův jev, objeven 1980, a elektronové krystaly vznikající při malé hustotě elektronů a silném magnetickém poli. Když se jim povedlo připravit velmi kvalitní preparát, přidalo se k nim mnoho vědců a studentů.
V roce 1983 se stal vedoucím oddělení elektronických a optických vlastností pevných látek a v roce 1991 ředitelem laboratoře pro fyzikální výzkum. V létě 1997 však toto místo opustil, aby mohl v lednu 1998 nastoupit na Kolumbijskou univerzitu jako profesor fyziky a aplikované fyziky.
V roce 1998 dostal spolu s Robert B. Laughlinem a Daniel C. Tsuiem Nobelovu cenu za objev nové formy kvantové tekutiny s částečně nabitými excitacemi.
V roce 2006 navštívil Českou republiku.